# باشگاه فوتبال الاهلی صنعا
باشگاه فوتبال الاهلی صنعا (به عربی: نادي الاهلی صنعا) یک باشگاه فوتبال یمنی که در شهر صنعا، یمن واقع شده‌است. در سال ۱۹۵۲ تأسیس شد.